# Муамбо, Ребекка
Ребекка Ндоло Муамбо (фр. Rebecca Ndolo Muambo; 16 июля 1985, Буэа, Камерун) — камерунская спортсменка (вольная борьба), победитель и многократный призёр чемпионатов Африки, призёр Африканских игр, участница Олимпийских игр.

## Карьера
Борьбой начала заниматься с 2003 года. Тренируется в тренировочном центре FILA города Тиес. В декабре 2009 года в индийском городе Джаландхар стала победителем чемпионата Содружества. 2 апреля 2016 года в Алжире на Олимпийской квалификации Африки и Океания завоевала лицензию на Олимпийские игры в Рио-де-Жанейро. 17 августа 2016 на Олимпиаде в Рио-де-Жанейро в квалификации проиграла Елице Янковой из Болгарии, заняв в итоге 16 место. 